# 埃文河畔斯特拉特福区
艾芬河畔史特拉福區（英語：Stratford-on-Avon District）是英格蘭華威郡南部的一個地方政府區。
該地區被命名為「艾芬河畔史特拉福区」，以區別於區議會所在的主要城鎮埃文河畔斯特拉特福。
該區位於華威郡南部，境內多屬農村地區。 除史特拉福外，該地區的著名地點包括奧爾斯特、紹瑟姆、Shipston-on-Stour 和 Henley-in-Arden 鎮，以及 Bidford-on-Avon、Studley 和 Wellesbourne 等大村莊，與許多其他較小的村莊。
該區北鄰沃里克郡的沃里克郡地區，東北部則與拉格比接壤。 此外，該地區亦與西米德蘭茲郡、伍斯特郡、格洛斯特郡、牛津郡和北安普敦郡接壤。